# Ján Bohumír Ertel
Ján Bohumír Ertel nebo Oertel (14. září 1695, Kremnica – 11. listopadu 1757, Sopron) byl slovenský evangelický kněz a církevní historik.

## Život
Pocházel z německé rodiny. Studoval ve svém rodném městě, Rimavské Sobotě, Banské Bystrici a Lutherstadt Wittenbergu. Po vysvěcení na kněze působil jako farář v Ožďanech, Banské Bystrici a v Soproně. Je autorem latinských debat, maďarského katechismu, latinského díla o orientálních a západních jazycích a latinských spisů o etiopské teologii. Obohatil evangelickou náboženskou poezii, původními a z němčiny přeloženými písněmi. Původní písně se vyznačují barokním patosem, naturalistickou expresivností a emociálními obrazy světské milostné poezie.